# Egervár megállóhely
Egervár megállóhely egy Heves vármegyei vasúti megállóhely Eger településen, a MÁV üzemeltetésében. A helyiek többnyire Várállomás megnevezéssel hivatkoznak rá. Az egri belváros északkeleti részén helyezkedik el, közvetlenül a 2504-es út vasúti keresztezése mellett.

## Vasútvonalak
A megállóhelyet az alábbi vasútvonalak érintik:
- Füzesabony–Putnok-vasútvonal

## Kapcsolódó állomások
A megállóhelyhez az alábbi állomások vannak a legközelebb:
- Eger vasútállomás (1986. szeptember 30. – , Eger vasútállomás, Füzesabony–Putnok-vasútvonal)
- Eger-Felnémet vasútállomás (Szilvásvárad vasútállomás, Füzesabony–Putnok-vasútvonal)

## Megközelítés helyi tömegközlekedéssel
- 7, 7A

## Forgalom
| Járat        | Útvonal | Gyakoriság                     |
| ------------ | --- | ------------------------------ |
| személyvonat | Eger – Egervár – Eger-Felnémet – Almár – Szarvaskő – Mónosbél – Bélapátfalva – Bélapátfalvi Cementgyár – Szilvásvárad-Szalajkavölgy – Szilvásvárad | Napi 2 pár (nyáron napi 4 pár) |